# Jamie Delano

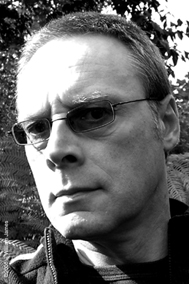
Jamie Delano

Jamie Delano nasceu no ano de 1954 em Northampton, Inglaterra e mora na cidade até hoje. Após ser apresentado a um editor de histórias em quadrinhos (banda desenhada em Portugal) por seu amigo Alan Moore se tornou ele próprio um roteirista. Antes de se tornar conhecido, ele se dividia entre essa função e sua profissão anterior de motorista de táxi.
Todos os seus quadrinhos são destinados a leitores maduros e seus trabalhos mais célebres foram publicados na linha Vertigo da editora DC Comics. Quando Hellblazer ganhou sua revista própria, ele foi seu primeiro roteirista e permaneceu até o número 40, com um breve intervalo entre os números 25, 26 e 27, quando foi substituído por Grant Morrison e Neil Gaiman. Vale lembrar que o personagem John Constantine, protagonista de Hellblazer não foi criado por Delano, e sim por seu amigo Alan Moore nas páginas da revista Monstro do Pântano.
Entre os trabalhos mais conhecidos de Jamie Delano vale a pena citar Grande Satã, Mundo sem Fim, A Horrorista, Visões de 2020, Morcego Humano e Hell-Eternal. Ele também escreveu séries fechadas para Monstro do Pântano.